# Wilburn Brothers
Die Wilburn Brothers waren ein Country-Musik-Duo, das von den 1950ern bis in die 1970er aktiv war. Das Duo bestand aus Virgil Doyle Wilburn (* 7. Juli 1930; † 16. Oktober 1982) und Thurman Theodore „Teddy“ Wilburn (* 30. November 1931; † 24. November 2003). Beide wurden in Hardy (Arkansas) geboren und wuchsen auch dort auf.

## Karriere
Die Brüder begannen schon in jungen Jahren zu musizieren. Ihr arbeitsunfähiger Vater Benjamin kaufte ihnen eine Gitarre, eine Mandoline und eine Geige in der Hoffnung, dass sie durch öffentliche Auftritte für die notleidende Familie etwas Geld einspielen würden.
Doyle und Teddy traten erstmals mit ihren Geschwistern Lester, Leslie und Geraldine Weihnachten 1948 als die Wilburn Family auf. Danach spielten sie regelmäßig in der Grand Ole Opry, gefördert von Roy Acuff. Nach nur sechs Monaten mussten sie ihr Engagement aber wegen Verstößen gegen die  Kinderarbeitsbestimmungen aufgeben. Kurze Zeit später kamen sie zum Louisiana Hayride und blieben dort bis 1951. Danach unterbrachen sie ihre Karriere und dienten in der US Army während des Koreakrieges.
Nach ihrer Entlassung vom Militär kehrten sie zur Country-Musik zurück. Doyle und Teddy taten sich erneut zusammen und bildeten von nun an die Wilburn Brothers. Sie hatten jetzt ihre eigene Band und nahmen 1954 ihren ersten großen Hit Sparkling Brown Eyes auf. Es folgten weitere Hits, die sie zu Stars der Country-Szene machten.
Von 1963 bis 1974 hatten sie eine eigene Fernsehshow in der sie selbst neben anderen Sängern und Bands auftraten. Außerdem gründeten sie die Wilhelm Talent Agency und die Surefire Publishing Company und waren Mitglied der Possum Holler Opry.
Nach Doyles Tod 1982 startete Teddy eine Solokarriere und war erfolgreich bis zu seinem Tod im Jahr 2003.

## Bekannte Songs der Wilburn Brothers
- Sparkling Brown Eyes (1954)
- Go Away With Me (1956)
- Which One Is To Blame (1959)
- Trouble's Back in Town (1962)
- It's Another World (1965)
- Hurt Her Once For Me (1967)